# Trigomphus
Genre
Trigomphus est un genre de libellules de la famille des Gomphidae (sous-ordre des Anisoptères, ordre des Odonates).

## Systématique
Le genre Trigomphus a été créé en 1912 par l'entomologiste russe Alexandre Nikolaïevitch Bartenev (d) (1882-1946).

## Liste des espèces
Selon BioLib (14 décembre 2021) :
- Trigomphus agricola (Ris, 1916)
- Trigomphus beatus (Chao, 1954)
- Trigomphus carus  (Chao, 1954)
- Trigomphus citimus (Needham, 1931)
- Trigomphus hainanensis Zhang & Tong, 2009
- Trigomphus interruptus (Selys, 1854)
- Trigomphus kompieri Karube, 2015
- Trigomphus lautus (Needham, 1931)
- Trigomphus melampus (Selys, 1869)
- Trigomphus nigripes (Selys, 1887)
- Trigomphus ogumai (Asahina, 1949)
- Trigomphus succumbens (Needham, 1930)
- Trigomphus svenhedini (Sjöstedt, 1933)
- Trigomphus yunnanensis (Zhou & Wu, 1992)